# Eomeropidae
De Eomeropidae vormen een kleine familie van voornamelijk fossiele schorpioenvliegen (Mecoptera). 

## Taxonomie
De familie omvat één levend en enkele uitgestorven fossiele geslachten:
- Geslacht: Notiothauma McLachlan, 1877
- Geslacht: Eomerope†
- Geslacht: Jurathauma†
- Geslacht: Tsuchingothauma†
- Geslacht: Typhothauma†